# SC Ritzing

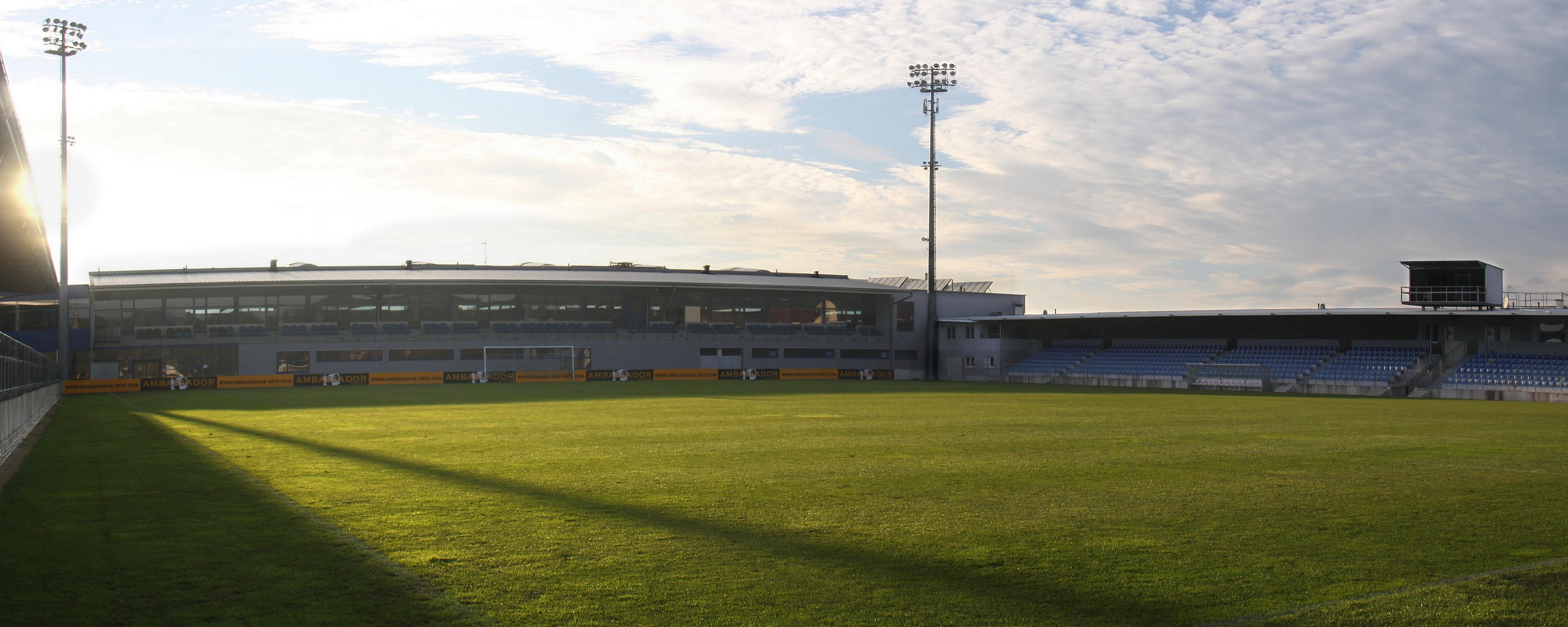
Das Sonnenseestadion ist die Heimstätte des SC Ritzing

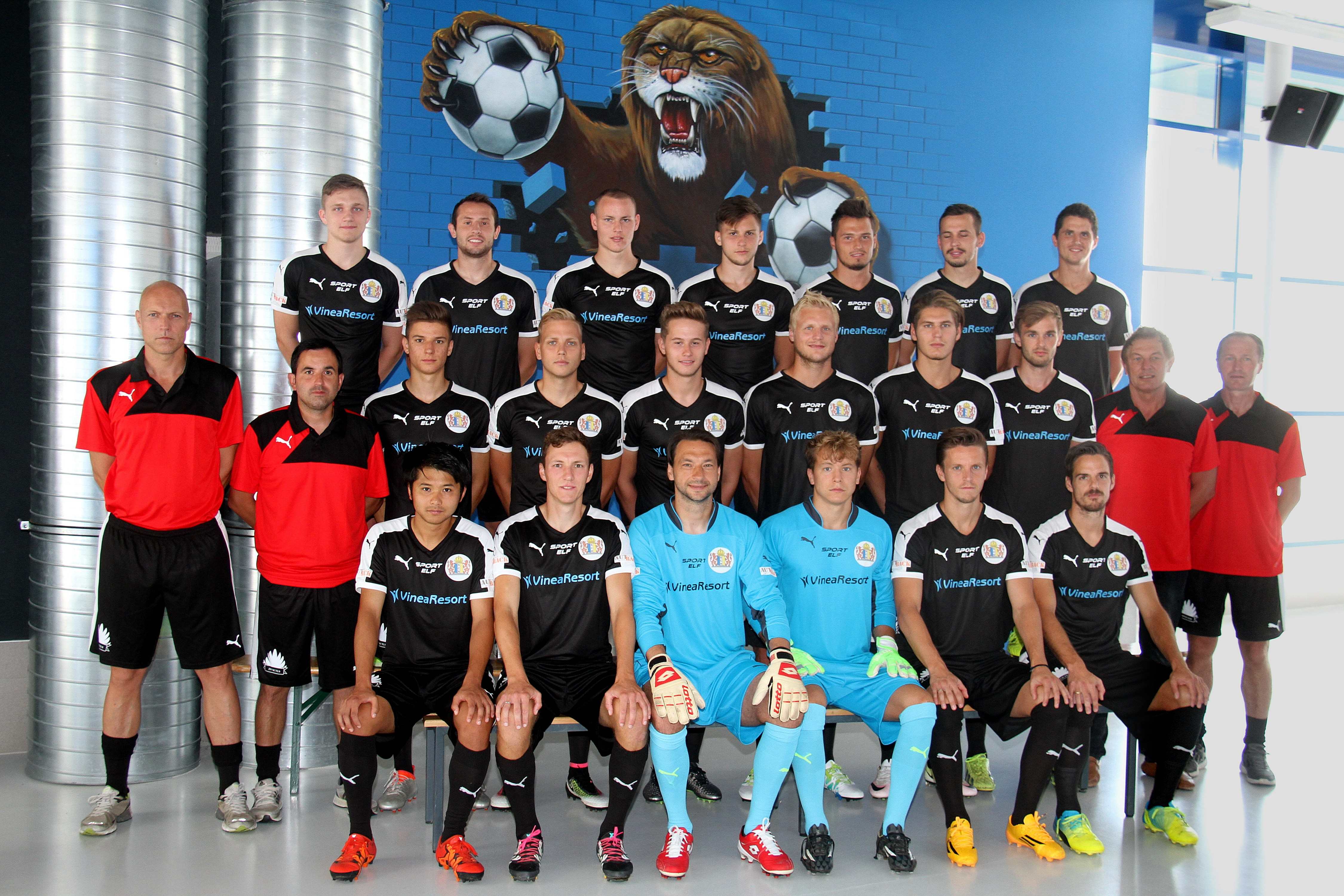
Die Mannschaft des SC Ritzing für die Saison 2016/17

Der Sportclub Ritzing ist ein Fußballklub aus dem burgenländischen Ort Ritzing in Österreich, nahe der ungarischen Grenze. Der Verein spielte zuletzt in der Landesliga Burgenland, der vierthöchsten Spielklasse in Österreich. Die Vereinsfarben sind blau-gelb.

## Geschichte
Der SC Ritzing wurde im Jahre 1963 gegründet und spielte zunächst mehrere Jahre in der niedrigsten Spielklasse des Burgenlands, der 2. Klasse C. 1985 gewann der Verein den Meistertitel dieser Klasse und stieg in die nächsthöhere Liga, die 1. Klasse auf, konnte sich jedoch nicht in ihr halten. Es brauchte mehr als ein Jahrzehnt, bis den Burgenländern im Jahr 1997 erneut ein Aufstieg, dieses Mal mit zehn Punkten Vorsprung vor dem SV Lutzmannsburg in die 1. Klasse gelang. Damit begann die bislang erfolgreichste Zeit des Sportclubs. Bereits 1999 wurde der SC Ritzing Meister der 1. Klasse, ein Jahr später Meister der II. Liga und stieg somit in die Burgenlandliga, die vierthöchste Spielklasse Österreichs, auf.

### Erster Aufstieg in die Regionalliga Ost
Auch hier konnte der SC Ritzing bald um den Titel mitspielen. Nach dem Vizemeistertitel 2002 und dem dritten Platz 2003 gelang 2004 der Meistertitel und Aufstieg in die Regionalliga Ost. In der Aufstiegssaison – unter Trainer Hans Reißner und Co-Trainer Gerhard Hellmann – konnten die Ritzinger die Liga dominieren; der Zweitplatzierte ASK Baumgarten lag zu Saisonende 16 Punkte hinter Ritzing.
Vor Beginn dieses Spieljahres bestritt der SC Ritzing wohl sein bekanntestes Spiel. Am 23. Juli 2003 empfing der Verein im Rahmen eines Freundschaftsspiels zum 40-jährigen Bestandsjubiläum den englischen Vizemeister Arsenal London. Durch zwei Treffer von Roland Sebesta und Oliver El Senosy konnte der damalige Viertligist überraschend mit 2:0 zur Pause in Führung gehen, musste aber in der 85. Minute noch den Ausgleich durch einen Foulelfmeter zum 2:2 hinnehmen.
Der SC Ritzing konnte sich mittlerweile in der Regionalliga etablieren und belegte in der Saison 2004/05 den elften Platz. Am 24. Juli 2005 wurde mit dem Sonnenseestadion, das rund 5.000 Besucher fasst, eines der wohl modernsten Stadien auf dieser Leistungsstufe eröffnet. Das Eröffnungsspiel bestritt der SC Ritzing wiederum gegen Arsenal, die dieses Mal im „Revanchespiel“ mit ihrer Bestbesetzung antraten und 5:2 gewannen.
Doch nach der dritten Saison in der Regionalliga Ost erfolgte der Abstieg zurück in die Burgenlandliga. Auch in dieser Liga belegte der SC Ritzing den letzten Platz und es erfolgte neuerlich ein Abstieg, diesmal in die II. Liga Mitte.

### Zweiter Aufstieg in die Regionalliga Ost
In der Saison 2008/09 schaffte der SC Ritzing als erster der II. Liga Mitte unter Trainer Franz Ponweiser und Co-Trainer Karl Bruna den Aufstieg in die Burgenlandliga, ein Jahr später stieg man als Landesligameister in die Regionalliga Ost auf.
In der Saison 2009/10 durfte der SC Ritzing abermals den Titel feiern. Mit einem Durchmarsch schaffte die Mannschaft von Trainer Franz Ponweiser die Rückkehr in die Regionalliga Ost. Keeper Hannes Weninger und Routinier Marek Kausich, ein ehemaliger Bundesligaspieler für den SV Mattersburg, waren Schlüsselspieler bei diesem Erfolg.
Vor dem Saisonstart 2010/11 schloss sich der SC Ritzing vorerst mit dem 2. Klasse Mitte-Verein ASK Lackendorf zum SC Ritzing/Lackendorf zusammen. Die 1b-Mannschaft trug danach ihre Heimspiele auf der Sportanlage in Lackendorf aus und spielte in der 1. Klasse Mitte. Nach der Herbstsaison belegte die von Hans Reißner betreute Elf den 3. Platz. Am Ende der Saison wurde die 1b-Mannschaft Meister und stieg in die II. Liga Mitte auf. Schlüsselspieler in dieser Saison waren Keeper Christian Stibi, Abwehrspieler Thomas Reißner und Mittelfeldspieler Christopher Lapatschek.
Dieser Zusammenschluss wurde am Ende der Saison 2010/11 wieder aufgelöst und mit dem SC Unterfrauenhaid wurde eine neue Kooperation eingegangen. Die Spiele der 1b-Mannschaft fanden auf der Sportanlage in Unterfrauenhaid statt. Auch die Ostliga-Mannschaft zeigte bei ihrer Rückkehr in die dritthöchste Spielklasse auf. Am Ende der Meisterschaft belegte sie Platz fünf. In der Saison 2011/12 belegte die Ostligamannschaft den 7. Platz und 1b-Mannschaft den 14. Platz. Auch diese Kooperation mit dem SC Unterfrauenhaid wurde zum Saisonende aufgelöst.
Ab der Saison 2012/13 spielt der Verein wieder ohne Partnerverein. Die Regionalliga-Mannschaft belegte den 14. Platz und konnte nur knapp dem Abstieg entrinnen; die 1b-Mannschaft den 15. Platz in der Endtabelle.
In der Saison 2013/14 wurde im Jänner 2013 bei der Regionalliga-Mannschaft auf Profibetrieb umgestellt. Neben Stefan Rapp wurde Robert Hochstaffl als Manager bestellt. Am Saisonende belegte der SC Ritzing den vierten Platz. Die 1b-Mannschaft wurde Zehnter.
Im Sommer 2014 schlitterte der Verein in ein Insolvenzverfahren. Das Landesgericht Eisenstadt eröffnete ein Sanierungsverfahren mit Eigenverwaltung. Ursache waren „Auffassungsunterschiede mit der burgenländischen Gebietskrankenkasse hinsichtlich der sozialversicherungsrechtlichen Komponente verschiedener Spielerverträge“. Diese machte aus dem Zeitraum von 2003 bis 2008 Forderungen von 300.000 Euro geltend, von denen letztlich 245.000 Euro rechtlich anerkannt wurden. Insgesamt standen Passiva von 571.000 Euro Aktiva von 106.000 Euro gegenüber. Um den Weiterbestand des Vereins zu sichern, wurde den Gläubigern ein Sanierungsplan mit einer Quote von 30 Prozent angeboten.

### Meistertitel in der Regionalliga Ost
In der Saison 2014/15 wurde die Mannschaft weiter verstärkt. Stefan Rapp gelang es, eine schlagkräftige Mannschaft zu formen, die letztlich den Meistertitel vor dem SC-ESV Parndorf 1919 gewann. Damit wurde der größte Erfolg in der Vereinsgeschichte erreicht. Trotz des Titelgewinns durfte der SC Ritzing jedoch nicht die Aufstiegsspiele in die Erste Liga aufsteigen, da ihr von der Bundesliga die Lizenz verweigert wurde, obwohl nach Ansicht des Vereins alle Bedingungen erfüllt wurden. Da dies mit hohen Kosten verbunden gewesen wäre, verzichtete letztlich der Verein auf den Gang zum unabhängigen Schiedsgericht des Österreichischen Fußballbundes. Anstelle der Ritzinger bestritten die Parndorfer die Aufstiegsspiele, scheiterten jedoch am SK Austria Klagenfurt.

### Neustart in der II. Liga Mitte
Im Sommer 2017 gab der SC Ritzing bekannt, sich aus der Regionalliga Ost zurückzuziehen und seinen Spielbetrieb in der II. Liga Mitte anstelle der zweiten Mannschaft fortzusetzen. Nachdem Trainer Stefan Rapp den Verein schon vor Meisterschaftsende verlassen hatte, folgte ihm im Sommer Josef Furtner, der bisher die zweite Mannschaft trainiert hatte, nach. Als sportlicher Leiter wurde Mario Posch verpflichtet, der bereits als Trainer in der Bundesliga Erfahrungen gesammelt hat und zuletzt beim SC Wiener Neustadt als Co-Trainer aktiv war. Unter ihm will der Verein einen Neustart durchführen. Diese Aufgabe wird schwer genug, da im Sommer nahezu alle Spieler der bisherigen Kampfmannschaft den Verein verließen.

### Einstellung des Spielbetriebs und erneute Insolvenz
Im Februar 2024 wurde bekanntgegeben, dass sich der SC Ritzing noch in der laufenden Saison aus dem Erwachsenenfußball zurückzieht. Laut Obmann Harald Reiszner wolle sich der Verein zukünftig auf den Nachwuchsfußball konzentrieren. Das Ritzinger Sportzentrum soll bestehen bleiben und vermehrt für Trainingslager und Fußballcamps genutzt werden.
Am 29. Juli 2024 eröffnet das Landesgericht Eisenstadt erneut ein Insolvenzverfahren. Der Hauptgrund hierbei sind offene Gehaltsforderungen von Spielern und einem Trainer im sechsstelligen Bereich. Im Gegensatz zur ersten Insolvenz gibt es diesmal keinen Sanierungsplan. Der Verein steht vor der Liquidation.

## Erfolge
- Meister 2. Klasse C – 1985, 1997
- Meister 1. Klasse Mitte – 1999
- Meister II. Liga Mitte – 2000, 2008
- Meister Landesliga – 2004, 2010
- Meister Regionalliga Ost – 2015
- Bgld. Hallenmaster – 2006